# Marc VDS Racing Team

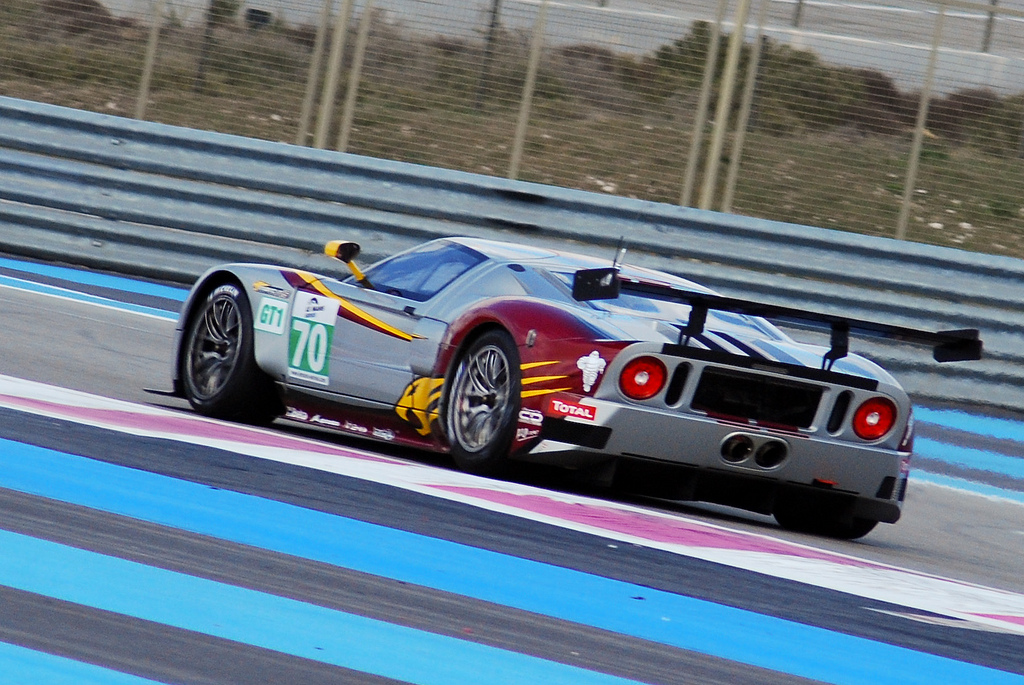
Ford GT de Marc VDS entrenando en el Circuito Paul Ricard en 2010.

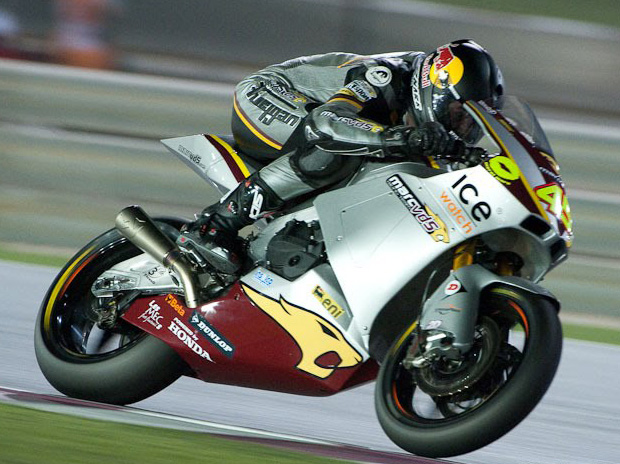
Scott Redding pilotando para Marc VDS en el Gran Premio de Catar de Motociclismo de 2010.

Marc VDS Racing Team es un equipo de automovilismo de velocidad, motociclismo de velocidad y rally raid con sede en Gosselies, Bélgica fundado por Marc van der Straten.

## Gran turismos
Hasta 2008, el equipo participó entre otros torneos en el Belcar y el Campeonato FIA GT bajo la denominación Belgian Racing, donde corrió de manera oficial con el Gillet Vertigo.
En 2009, el equipo adoptó el nombre actual y pasó a competir con un Ford GT de la clase GT1 fabricado por Matech en el Campeonato FIA GT, luego renombrado Campeonato Mundial de GT1. En 2009, finalizó octavo en el campeonato de equipos sin poder robarle ningún podio a las Maserati MC12 y los Chevrolet Corvette rivales, en tanto que sus pilotos Bas Leinders y Renaud Kuppens quedaron 21º en el campeonato de pilotos. En 2010, la dupla Bas Leinders / Maxime Martin resultó 18º en el campeonato de pilotos con dos podios y la Markus Palttala / Renaud Kuppens (luego Matteo Bobbi) sólo puntuó en dos pruebas; Marc VDS volvió a quedar octavo en el campeonato de equipos.
En 2011, Maxime Martin venció en cuatro carreras y finalizó 11º en el campeonato de pilotos, o bien sexta mejor dupla si hubiera tenido un mismo compañero de butaca a lo largo del año. Todos sus triunfos los logró junto a Frédéric Makowiecki, otro podio en pareja con Bertrand Baguette, y disputó otras carreras con Yann Clairay. La otra pareja la formaron Bas Leinders y Marc Hennerici, excepto la última fecha donde Ricardo Risatti sustituyó al segundo. Marc VDS quedó sexto en el campeonato de equipos. También mantuvo una segunda estructura, llamada nuevamente Belgian Racing, que puso en pista otros dos Ford GT y finalizó séptima en el campeonato sin podios. Diez pilotos corrieron para el equipo, entre ellos Yann Clairay y Vanina Ickx. Tanto Marc VDS como Belgian Racing no participarán en el Campeonato Mundial de GT 2012.
Simultáneamente, Marc VDS también disputó otros certámenes internacionales de gran turismos. En 2010, participó en cuatro fechas del Campeonato Europeo de GT3 con Ford GT y Ford Mustang; llegó segundo en la clase GT3 y octavo absoluto en las 24 Horas de Spa con un Ford GT; y disputó los 1000 km de Spa-Francorchamps y las 24 Horas de Le Mans con un Ford GT de la clase GT1, donde llegó primero en la clase y segundo entre gran turismos en Spa y abandonó en Le Mans. En 2011, disputó las 24 Horas de Le Mans en la clase LMP1 con un Lola-Aston Martin tripulado por Leinders, Martin e Ickx, que llegó séptimo absoluto y segundo entre los gasolina. Asimismo, disputó todas las fechas de la Blancpain Endurance Series con distintos automóviles: Ford GT, BMW Z4, Alpina B6 y Ford Mustang. Ganaron dos carreras, ambas con Leinders, Martin y Palttala a los mandos de un BMW Z4, y llegaron 11º en las 24 Horas de Spa en un Ford GT tripulado por Palttala, Antoine Leclerc y Jonathan Hirschi.
Marc VDS se dedicará de lleno a competir en la Blancpain Endurance Series en 2012, con BMW Z4 asistidos técnicamente por BMW M.

## Motociclismo de velocidad
Marc VDS comenzó a competir en el Campeonato Mundial de Motociclismo en 2010, en concreto en la clase Moto2 con los pilotos Scott Redding y Héctor Faubel en una Suter. El británico terminó octavo con dos podios y el español 26º. En 2011, Redding pasó a tener como compañero de escuadra al veterano Mika Kallio. Quedaron 15º y 16º respectivamente, con tres quintos lugares para el británico y un segundo para el finlandés. Ambos continuarán en Moto2 en 2012, pero ahora en una Kalex. Marc VDS también pondrá en pista una motocicleta de la clase mayor, MotoGP.

## Rally raid
Marc VDS compitió en las ediciones 2009 y 2010 del Rally Dakar con un Volkswagen Touareg.
| Edición | N.º | Vehículo           | Piloto           | Co-Piloto       | Tiempo   | Pos. | Etapas Ganadas |
| ------- | --- | ------------------ | ---------------- | --------------- | -------- | ---- | -------------- |
| 2010    | 325 | Volkswagen Touareg | Stéphane Henrard | François Béguin | 68:49:41 | 21º  | 0              |

## Resultados en el Campeonato del Mundo

### Resultados de Moto2
(Carreras en negro indican pole position, carreras en italics indican vuelta rápida)
| 2010 | Suter MMX   | D |    |                   | QAT | ESP | FRA | ITA | GBR | NED | CAT | GER | USA | CZE | IND | SMR | ARA | JPN | MAL | AUS | POR | VAL |     |     |  |       |      |       |     |
| 2010 | Suter MMX   | D | 45 | Scott Redding     | 23  | 16  | 11  | 21  | 4   | 11  | Ret | Ret | -   | 22  | 3   | Ret | 8   | 5   | Ret | 2   | 4   | 5   |     |     |  | 102   | 8º   | –     | –   |
| 2010 | Suter MMX   | D | 55 | Héctor Faubel     | 22  | Ret | Ret | 12  | Ret | 25  | Ret | 25  | -   | 12  | Ret | 16  | 17  | 30  | 11  | Ret | 11  | 21  |     |     |  | 18    | 26º  | –     | –   |
| 2011 | Suter MMXI  | D |    |                   | QAT | ESP | POR | FRA | CAT | GBR | NED | ITA | GER | USA | CZE | IND | SMR | ARA | JPN | AUS | MAL | VAL |     |     |  |       |      |       |     |
| 2011 | Suter MMXI  | D | 36 | Mika Kallio       | 20  | 17  | Ret | Ret | 8   | Ret | Ret | 17  | Ret | -   | 13  | 9   | 15  | 10  | 10  | 16  | 6   | 2   |     |     |  | 61    | 16º  | –     | –   |
| 2011 | Suter MMXI  | D | 45 | Scott Redding     | 31  | 23  | 25  | 16  | 11  | 5   | 24  | 27  | 7   | -   | 26  | 5   | 5   | 15  | 20  | 7   | 10  | 30  |     |     |  | 63    | 15º  | –     | –   |
| 2012 | Kalex Moto2 | D |    |                   | QAT | ESP | POR | FRA | CAT | GBR | NED | GER | ITA | USA | IND | CZE | SMR | ARA | JPN | MAL | AUS | VAL |     |     |  |       |      |       |     |
| 2012 | Kalex Moto2 | D | 36 | Mika Kallio       | 10  | 7   | 9   | 5   | 9   | 10  | 10  | 2   | 11  | -   | 4   | 9   | 4   | 15  | 16  | 6   | Ret | 7   |     |     |  | 130   | 6º   | –     | –   |
| 2012 | Kalex Moto2 | D | 45 | Scott Redding     | 6   | 4   | 11  | 3   | 10  | 2   | 3   | Ret | 6   | -   | 6   | Ret | 7   | 3   | 4   | 11  | 3   | 22  |     |     |  | 165   | 5º   | –     | –   |
| 2013 | Kalex Moto2 | D |    |                   | QAT | AME | ESP | FRA | ITA | CAT | NED | GER | USA | IND | CZE | GBR | SMR | ARA | MAL | AUS | JPN | VAL |     |     |  |       |      |       |     |
| 2013 | Kalex Moto2 | D | 36 | Mika Kallio       | 5   | 3   | Ret | 2   | 5   | 9   | 4   | 12  | -   | 7   | 1   | 6   | 9   | 5   | 4   | 7   | 2   | 14  |     |     |  | 188   | 4º   | –     | –   |
| 2013 | Kalex Moto2 | D | 45 | Scott Redding     | 2   | 5   | 2   | 1   | 1   | 4   | 2   | 7   | -   | 3   | 8   | 1   | 6   | 4   | 7   | DNS | Ret | 15  |     |     |  | 225   | 2º   | –     | –   |
| 2014 | Kalex Moto2 | D |    |                   | QAT | AME | ARG | ESP | FRA | ITA | CAT | NED | GER | IND | CZE | GBR | SMR | ARA | JPN | AUS | MAL | VAL |     |     |  |       |      |       |     |
| 2014 | Kalex Moto2 | D | 36 | Mika Kallio       | 2   | 4   | 7   | 1   | 1   | 6   | 4   | 3   | 2   | 1   | 2   | 2   | 2   | 7   | 5   | 4   | 2   | Ret |     |     |  | 289   | 2º   | –     | –   |
| 2014 | Kalex Moto2 | D | 41 | Aiden Wagner      |     |     |     |     |     |     |     |     |     |     |     |     |     |     |     | 26  |     |     |     |     |  | 0     | NC   | –     | –   |
| 2014 | Kalex Moto2 | D | 53 | Esteve Rabat      | 1   | 2   | 1   | 4   | 3   | 1   | 1   | 8   | 4   | 4   | 1   | 1   | 1   | 2   | 3   | 3   | 3   | 2   |     |     |  | 346   | 1º   | –     | –   |
| 2015 | Kalex Moto2 | D |    |                   | QAT | AME | ARG | ESP | FRA | ITA | CAT | NED | GER | IND | CZE | GBR | SMR | ARA | JPN | AUS | MAL | VAL |     |     |  |       |      |       |     |
| 2015 | Kalex Moto2 | D | 1  | Esteve Rabat      | Ret | 4   | 12  | 3   | 2   | 1   | 3   | 2   | Ret | 5   | 2   | 3   | 2   | 1   | DNS | DNS |     | 1   |     |     |  | 231   | 3º   | –     | –   |
| 2015 | Kalex Moto2 | D | 73 | Álex Márquez      | 11  | 15  | 15  | 9   | Ret | 12  | 11  | 9   | 18  | 10  | 4   | 4   | Ret | Ret | 18  | 9   | Ret | 12  |     |     |  | 73    | 14º  | –     | –   |
| 2016 | Kalex Moto2 | D |    |                   | QAT | ARG | AME | ESP | FRA | ITA | CAT | NED | GER | AUT | CZE | GBR | SMR | ARA | JPN | AUS | MAL | VAL |     |     |  |       |      |       |     |
| 2016 | Kalex Moto2 | D | 21 | Franco Morbidelli | 7   | 25  | 14  | 4   | 4   | 8   | 11  | 3   | Ret | 2   | 8   | 2   | 5   | 3   | 3   | 2   | 2   | 3   |     |     |  | 213   | 4º   | –     | –   |
| 2016 | Kalex Moto2 | D | 73 | Álex Márquez      | Ret | Ret | 11  | Ret | Ret | 16  | 18  | 8   | Ret | 6   | 5   | 25  | 10  | 2   | Ret | DNS | 7   | Ret |     |     |  | 69    | 13º  | –     | –   |
| 2017 | Kalex Moto2 | D |    |                   | QAT | ARG | AME | ESP | FRA | ITA | CAT | NED | GER | CZE | AUT | GBR | SMR | ARA | JPN | AUS | MAL | VAL |     |     |  |       |      |       |     |
| 2017 | Kalex Moto2 | D | 21 | Franco Morbidelli | 1   | 1   | 1   | Ret | 1   | 4   | 5   | 1   | 1   | 8   | 1   | 3   | Ret | 1   | 8   | 3   | 3   | 2   |     |     |  | 308   | 1º   | –     | –   |
| 2017 | Kalex Moto2 | D | 73 | Álex Márquez      | 5   | 21  | 4   | 1   | 4   | 3   | 1   | 6   | Ret | 2   | 2   | 14  | DNS | Ret | 1   | 6   | Ret | 5   |     |     |  | 201   | 4º   | –     | –   |
| 2018 | Kalex Moto2 | D |    |                   | QAT | ARG | AME | ESP | FRA | ITA | CAT | NED | GER | CZE | AUT | GBR | SMR | ARA | THA | JPN | AUS | MAL | VAL |     |  |       |      |       |     |
| 2018 | Kalex Moto2 | D | 36 | Joan Mir          | 11  | 7   | 4   | 11  | 3   | 3   | Ret | 5   | 2   | Ret | 8   | C   | 5   | 6   | Ret | 11  | 2   | 10  | Ret |     |  | 155   | 6º   | 328   | 3º  |
| 2018 | Kalex Moto2 | D | 73 | Álex Márquez      | 3   | 5   | 2   | Ret | 2   | 5   | 3   | 3   | 13  | Ret | Ret | C   | 18  | 4   | Ret | 4   | 7   | 7   | 3   |     |  | 173   | 4º   | 328   | 3º  |
| 2019 | Kalex Moto2 | D |    |                   | QAT | ARG | AME | ESP | FRA | ITA | CAT | NED | GER | CZE | AUT | GBR | SMR | ARA | THA | JPN | AUS | MAL | VAL |     |  |       |      |       |     |
| 2019 | Kalex Moto2 | D | 73 | Álex Márquez      | 7   | 3   | 5   | 24  | 1   | 1   | 1   | Ret | 1   | 1   | 2   | Ret | 3   | 3   | 5   | 6   | 8   | 2   | 30  |     |  | 262   | 1º   | 343   | 4º  |
| 2019 | Kalex Moto2 | D | 97 | Xavi Vierge       | 10  | DNS | Ret | 6   | 5   | 12  | 8   | Ret | Ret | 24  | Ret | 10  | 8   | 10  | Ret | Ret | Ret | 4   | 7   |     |  | 81    | 13º  | 343   | 4º  |
| 2020 | Kalex Moto2 | D |    |                   | QAT | ESP | AND | CZE | AUT | EST | SMR | ERM | CAT | FRA | ARA | TER | EUR | VAL | POR |     |     |     |     |     |  |       |      |       |     |
| 2020 | Kalex Moto2 | D | 22 | Sam Lowes         | WD  | 4   | 4   | 2   | 4   | DSQ | 8   | 3   | 2   | 1   | 1   | 1   | Ret | 14  | 3   |     |     |     |     |     |  | 196   | 3º   | 267   | 2º  |
| 2020 | Kalex Moto2 | D | 37 | Augusto Fernández | Ret | 13  | 13  | 5   | 8   | Ret | 5   | 18  | Ret | 4   | 11  | 8   | DNS | 15  | 8   |     |     |     |     |     |  | 71    | 13º  | 267   | 2º  |
| 2021 | Kalex Moto2 | D |    |                   | QAT | DOH | POR | ESP | FRA | ITA | CAT | GER | NED | EST | AUT | GBR | ARA | RSM | AME | ERM | ALG | VAL |     |     |  |       |      |       |     |
| 2021 | Kalex Moto2 | D | 22 | Sam Lowes         | 1   | 1   | Ret | 3   | Ret | Ret | 7   | 5   | 4   | 14  | 4   | 4   | Ret | 4   | Ret | 1   | 3   | 7   |     |     |  | 190   | 4º   | 364   | 2º  |
| 2021 | Kalex Moto2 | D | 37 | Augusto Fernández | 14  | 6   | 5   | Ret | Ret | Ret | 5   | Ret | 3   | 3   | 3   | 6   | 3   | 6   | 4   | 2   | 9   | 3   |     |     |  | 174   | 5º   | 364   | 2º  |
| 2022 | Kalex Moto2 | D |    |                   | QAT | INA | ARG | AME | POR | SPA | FRA | ITA | CAT | GER | NED | GBR | AUT | RSM | ARA | JPN | THA | AUS | MAL | VAL |  |       |      |       |     |
| 2022 | Kalex Moto2 | D | 8  | Senna Agius       |     |     |     |     |     |     |     |     |     |     |     |     | 17  | Ret | 16  |     |     |     |     | 9   |  | 7     | 26º  | 253.5 | 5º  |
| 2022 | Kalex Moto2 | D | 14 | Tony Arbolino     | 5   | 8   | 6   | 1   | Ret | 3   | Ret | 4   | 10  | 10  | 7   | 12  | Ret | 7   | 5   | 6   | 1   | Ret | 1   | 3   |  | 191.5 | 4º   | 253.5 | 5º  |
| 2022 | Kalex Moto2 | D | 22 | Sam Lowes         | 3   | 4   | 10  | Ret | Ret | Ret | DNS | Ret | Ret | 3   | Ret | DNS |     |     |     | DNS | 19  | 12  | DNS |     |  | 55    | 19º  | 253.5 | 5º  |
| 2023 | Kalex Moto2 | D |    |                   | POR | ARG | AME | SPA | FRA | ITA | GER | NED | GBR | AUT | CAT | RSM | IND | JPN | INA | AUS | THA | MAL | QAT | VAL |  |       |      |       |     |
| 2023 | Kalex Moto2 | D | 14 | Tony Arbolino     | 3   | 1   | 2   | 4   | 1   | 2   | 2   | 7   | 10  | 6   | 17  | 4   | 2   | 11  | 6   | 1   | 4   | 10  | 10  | 16  |  | 249.5 | 2.º  | 353.5 | 3.º |
| 2023 | Kalex Moto2 | D | 22 | Sam Lowes         | 7   | 10  | 13  | 1   | 15  | Ret | 7   | 11  | 7   | Ret | 9   | Ret | 19  | Ret | 10  | Ret | 14  | 7   | 12  | 7   |  | 104   | 12.º | 353.5 | 3.º |
| 2024 | Kalex Moto2 | P |    |                   | QAT | POR | AME | SPA | FRA | CAT | ITA | NED | GER | GBR | AUT | ARA | RSM | ERM | INA | JPN | AUS | THA | MAL | SLD |  |       |      |       |     |
| 2024 | Kalex Moto2 | P | 12 | Filip Salač       | 21  |     | 15  | 11  | 12  | 12  | Ret | WD  |     | Ret | 10  | 11  | 7   | 10  | 15  | 3   | 14  | 14  | 15  | 5   |  | 73    | 16.º | 221   | 7.º |
| 2024 | Kalex Moto2 | P | 14 | Tony Arbolino     | 20  | 12  | 11  | 7   | 8   | 9   | 16  | 6   | 9   | Ret | 5   | 2   | 3   | 3   | 7   | 11  | 8   | Ret | 5   | 14  |  | 148   | 10.º | 221   | 7.º |

- * Temporada en curso

### Resultados de MotoGP
A diferencia de la clasificación de constructores, los puntos y el resultado final son la suma de los puntos obtenidos por el piloto (en este caso solo uno) de la escudería y el resultado final se refiere al equipo, no al constructor.
(Carreras en negro indican pole position, carreras en italics indican vuelta rápida)
| Año  | Equipo          | Moto         | Neu. | N.º | Pilotos           | 1   | 2   | 3   | 4   | 5   | 6   | 7   | 8   | 9   | 10  | 11  | 12  | 13  | 14  | 15  | 16  | 17  | 18  | 19  | Pts | C.P. | Pts | C.E. |
| ---- | --------------- | ------------ | ---- | --- | ----------------- | --- | --- | --- | --- | --- | --- | --- | --- | --- | --- | --- | --- | --- | --- | --- | --- | --- | --- | --- | --- | ---- | --- | ---- |
| 2015 | EG 0,0 Marc VDS | Honda RC213V | B    |     |                   | QAT | AME | ARG | ESP | FRA | ITA | CAT | NED | GER | IND | CZE | GBR | SMR | ARA | JPN | AUS | MAL | VAL |     | 84  | 13º  | 84  | 8º   |
| 2015 | EG 0,0 Marc VDS | Honda RC213V | B    | 45  | Scott Redding     | 13  | Ret | 9   | 13  | Ret | 11  | 7   | 13  | Ret | 13  | 12  | 6   | 3   | 12  | 10  | 11  | 11  | 15  |     | 84  | 13º  | 84  | 8º   |
| 2016 | EG 0,0 Marc VDS | Honda RC213V | M    |     |                   | QAT | ARG | AME | ESP | FRA | ITA | CAT | NED | GER | AUT | CZE | GBR | SMR | ARA | JPN | AUS | MAL | VAL |     |     |      | 87  | 11º  |
| 2016 | EG 0,0 Marc VDS | Honda RC213V | M    | 43  | Jack Miller       | 14  | Ret | DNS | 17  | Ret | Ret | 10  | 1   | 7   | DNS |     | 16  | DNS |     | Ret | 10  | 8   | 15  |     | 57  | 18º  | 87  | 11º  |
| 2016 | EG 0,0 Marc VDS | Honda RC213V | M    | 53  | Esteve Rabat      | 15  | 9   | 13  | 18  | Ret | DNS | 14  | 11  | 16  | 14  | 10  | 15  | 17  | Ret | 14  | 16  | 18  | 17  |     | 29  | 21º  | 87  | 11º  |
| 2016 | EG 0,0 Marc VDS | Honda RC213V | M    | 69  | Nicky Hayden      |     |     |     |     |     |     |     |     |     |     |     |     |     | 15  |     |     |     |     |     | 1   | 26º  | 87  | 11º  |
| 2017 | EG 0,0 Marc VDS | Honda RC213V | M    |     |                   | QAT | ARG | AME | ESP | FRA | ITA | CAT | NED | GER | CZE | AUT | GBR | SMR | ARA | JPN | AUS | MAL | VAL |     |     |      | 117 | 7º   |
| 2017 | EG 0,0 Marc VDS | Honda RC213V | M    | 7   | Hiroshi Aoyama    |     |     |     |     |     |     |     |     |     |     |     |     |     |     | 18  |     |     |     |     | NC  | 0    | 117 | 7º   |
| 2017 | EG 0,0 Marc VDS | Honda RC213V | M    | 43  | Jack Miller       | 8   | 9   | 10  | Ret | 8   | 15  | Ret | 6   | 15  | 14  | Ret | 16  | 6   | 13  |     | 7   | 8   | 7   |     | 82  | 11º  | 117 | 7º   |
| 2017 | EG 0,0 Marc VDS | Honda RC213V | M    | 53  | Esteve Rabat      | 15  | 12  | 13  | Ret | 11  | 11  | 15  | 12  | 18  | 17  | 19  | 12  | Ret | 15  | 15  | 16  | 18  | 10  |     | 35  | 19º  | 117 | 7º   |
| 2018 | EG 0,0 Marc VDS | Honda RC213V | M    |     |                   | QAT | ARG | AME | ESP | FRA | ITA | CAT | NED | GER | CZE | AUT | GBR | SMR | ARA | THA | JPN | AUS | MAL | VAL |     |      | 50  | 11º  |
| 2018 | EG 0,0 Marc VDS | Honda RC213V | M    | 6   | Stefan Bradl      |     |     |     |     |     |     |     |     | 16  |     |     |     |     |     |     |     |     |     |     | 0   | NC   | 50  | 11º  |
| 2018 | EG 0,0 Marc VDS | Honda RC213V | M    | 12  | Thomas Lüthi      | 16  | 17  | 18  | Ret | 16  | Ret | Ret | 20  | 17  | 16  | 22  | C   | 22  | 17  | 20  | 20  | 16  | 16  | Ret | 0   | 29º  | 50  | 11º  |
| 2018 | EG 0,0 Marc VDS | Honda RC213V | M    | 21  | Franco Morbidelli | 12  | 14  | 21  | 9   | 13  | 15  | 14  | DNS | WD  | 13  | 19  | C   | 12  | 11  | 14  | 11  | 8   | 12  | Ret | 50  | 15º  | 50  | 11º  |

- * Temporada en curso

### Resultados de MotoE
(Carreras en negro indican pole position, carreras en italics indican vuelta rápida)
| Año  | Equipo          | Moto               | Neu. | Nº. | Pilotos        | 1   | 2   | 3   | 4   | 5   | 6   | 7   | Pts | C.P. | Pts | C.E. |
| ---- | --------------- | ------------------ | ---- | --- | -------------- | --- | --- | --- | --- | --- | --- | --- | --- | ---- | --- | ---- |
| 2019 | EG 0,0 Marc VDS | Energica Ego Corsa | M    |     |                | GER | AUT | RSM | RSM | VAL | VAL |     |     |      |     |      |
| 2019 | EG 0,0 Marc VDS | Energica Ego Corsa | M    | 63  | Mike Di Meglio | 3   | 1   | Ret | 10  | 10  | 6   |     | 63  | 5º   | 63  | 7º   |
| 2020 | EG 0,0 Marc VDS | Energica Ego Corsa | M    |     |                | SPA | AND | RSM | ERM | ERM | FRA | FRA |     |      |     |      |
| 2020 | EG 0,0 Marc VDS | Energica Ego Corsa | M    | 63  | Mike Di Meglio | 10  | 7   | 6   | Ret | 6   | 2   | 2   | 75  | 4º   | 75  | 7º   |